# Alexandru Papiu-Ilarian

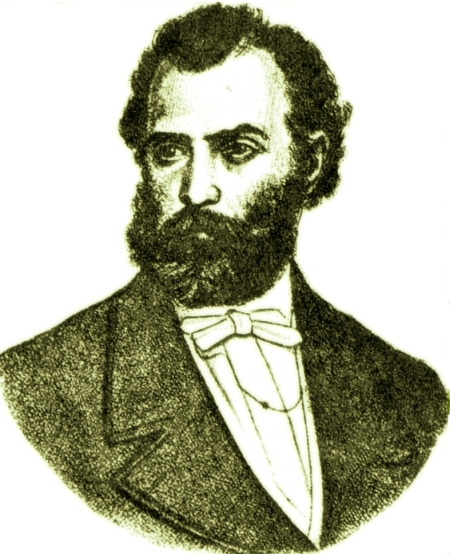
Alexandru Papiu-Ilarian

Alexandru Papiu-Ilarian (* 27. September 1827 in Bezded/Sălaj; † 23. Oktober 1877 in Sibiu) war ein rumänisch-siebenbürgischer Politiker und Jurist.

## Leben
Der Sohn des griechisch-katholischen Priesters Ioan Pop-Bucur besuchte von 1838 bis 1842 das Gymnasium in Tîrgu Mureș und anschließend das Gymnasium in Blaj. Seine Mutter Ana Pop-Bucur war eine geborene Hodoşiu. Im Jahr 1844 wechselte er wegen Streitigkeiten kurz vor dem Schulabschluss an das Königliche Gymnasium Klausenburg. Dort gab er in den Jahren 1845/46 das Wochenblatt Zorile pentru minte şi inimă heraus. Papiu-Ilarian war einer der Organisatoren der Rumänischen Revolution. Nachfolgend wurde er in Abwesenheit von den Ungarn zum Tode verurteilt. Er floh zunächst kehrte aber nach Siebenbürgen zurück. Seine politische Tätigkeit führte 1849 zur Ermordung seines Vaters.
In den Jahren 1849 bis 1852 setzte Papiu-Ilarian sein Jurastudium in Klausenburg fort. In Padua promovierte er anschließend zum Doktor der Rechtswissenschaften. Danach wurde er 1855 Hochschullehrer an der Academia Mihăileană in Jassy. Vier Jahre später erfolgte die Ernennung zum Juriskonsulten der Moldau. In der Zeit von 1861 bis 1869 war Papiu-Ilarian Mitglied des Bukarester Kassationsgerichts. Zwischenzeitlich war er vom 12. Oktober 1863 bis 27. Februar 1864 im Kabinett Mihail Kogălniceanu Justizminister und von 1866 bis 1868 Generalstaatsanwalt. Am 28. September 1868 wurde er Mitglied der Rumänischen Akademie. Alexandru Papiu-Ilarian verstarb im Alter von 50 Jahren in Sibiu. Er verfasste mehrere historische Schriften.

## Schriften (Auswahl)
- Istoria românilor din Dacia Superioară, I-II, Viena, 1851–1852
- Tezaur de monumente istorice pentru România I-III, 1862–1864

## Ehrungen
Das Colegiul National „Al Papiu Ilarian“ in Târgu Mureș wurde 1919 nach ihm benannt.